# نیکاولا
نیکاولا (به لاتین: Nikawella) یک منطقهٔ مسکونی در سری‌لانکا است که در استان مرکزی (سری‌لانکا) واقع شده‌است.